# 11. Międzynarodowy Festiwal Filmowy w Cannes
11. Międzynarodowy Festiwal Filmowy w Cannes odbył się w dniach 2–18 maja 1958 roku.
Jury pod przewodnictwem francuskiego dramaturga i scenarzysty Marcela Acharda przyznało nagrodę główną festiwalu, Złotą Palmę, radzieckiemu filmowi Lecą żurawie w reżyserii Michaiła Kałatozowa.

## Jury Konkursu Głównego
- Marcel Achard, francuski dramaturg i scenarzysta − przewodniczący jury[2]
- Tomiko Asabuki, japońska dziennikarka
- Jean de Baroncelli, francuski krytyk filmowy
- Bernard Buffet, francuski malarz
- Siergiej Jutkiewicz, rosyjski reżyser
- Helmut Käutner, niemiecki reżyser
- Dudley Leslie, brytyjski dziennikarz
- Madeleine Robinson, francuska aktorka
- Ladislao Vajda, węgierski reżyser
- Charles Vidor, amerykański reżyser
- Cesare Zavattini, włoski scenarzysta